# Bosanski Šamac (gmina Domaljevac-Šamac)
Bosanski Šamac – wieś w Bośni i Hercegowinie, w Federacji Bośni i Hercegowiny, w kantonie posawskim, w gminie Domaljevac-Šamac. W 2013 roku pozostawała niezamieszkana.